# Thần thoại học
Thần thoại học (tiếng Hy Lạp: μυθολογία ghép từ μῦθος - "thần thoại" hay "truyền thuyết" và λόγος - "lời nói", "câu chuyện", "lời dạy") là ngành khoa học nghiên cứu về thần thoại như một dạng ý thức đặc biệt của con người, về sự bảo tồn tư tưởng truyền thống giữa hiện thực biến đổi; coi đó là phương pháp tư duy chủ yếu công xã - thị tộc cũng như quan niệm cổ đại về thực tại xung quanh và bản chất con người. Đối tượng của thần thoại học có thể kể đến như thần thoại, sử thi,... Thần thoại học có nhiều chuyên ngành hẹp hơn, ví dụ thần thoại đối chiếu.
Thần thoại học phân biệt thần thoại khác với văn học dân gian: thần thoại là một tập hợp các ý tưởng về thế giới, con người coi đó là tri thức có giá trị và phản ánh trung thực, trái ngược với văn học dân gian nói chung không bắt buộc phải phản ánh hiện thực. Văn học dân gian phản ánh thế giới một cách nghệ thuật và thẩm mỹ, có thể được sinh ra từ thần thoại, mang một số đặc tính nhưng không trở nên ngang bằng với thần thoại được. N. B. Mechkovskaya tổng quát: "Thần thoại về mặt lịch sử là hình thái ý thức tập thể đầu tiên của con người, là bức tranh tổng thể của thế giới, trong đó các yếu tố tôn giáo, thực tế, khoa học, nghệ thuật chưa được phân biệt và không tách rời nhau. Văn học dân gian về mặt lịch sử là sự sáng tạo tập thể mang tính nghệ thuật (thẩm mỹ) đầu tiên của con người (câu chuyện, thơ ca, vũ đạo, kịch)".
Thần thoại học không nghiên cứu câu chuyện thần thánh nói chung mà xác lập khuôn mẫu thần thoại, giải thích cơ sở hành vi khi thần thoại phục vụ cho nghi thức hàng ngày, mang lại cơ hội tìm kiếm ý nghĩa sự sống.

### Mô hình thế giới

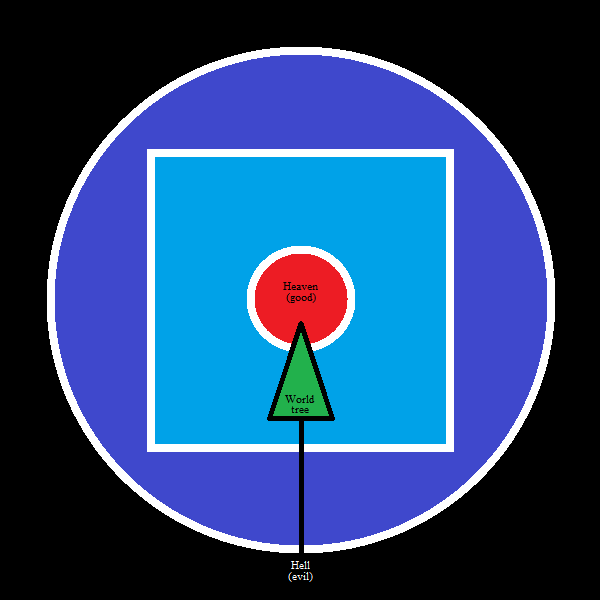
Lược đồ bức tranh thế giới thần thoại của nhiều dân tộc: trung tâm thiêng liêng gắn liền với trời ở giữa; thế giới trung gian (hình vuông); bao quanh là vùng nước đại dương nguyên sơ (vòng tròn lớn) và địa ngục; cây thế giới kết nối tất cả các thế giới

#### Thần thoại vũ trụ và nhân chủng

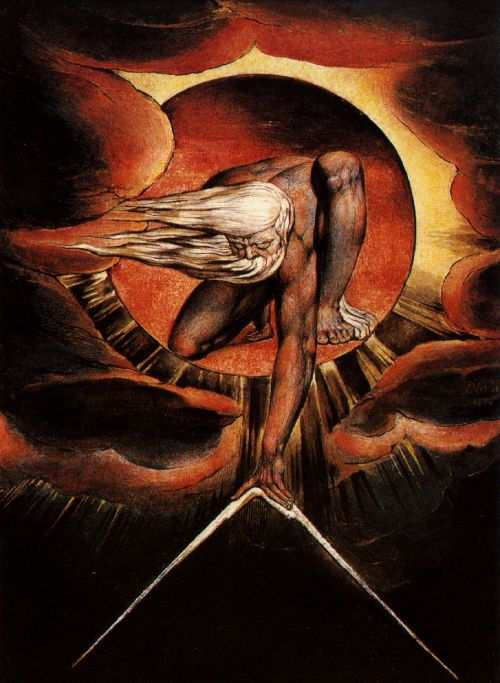
Đấng Thượng Cổ của William Blake

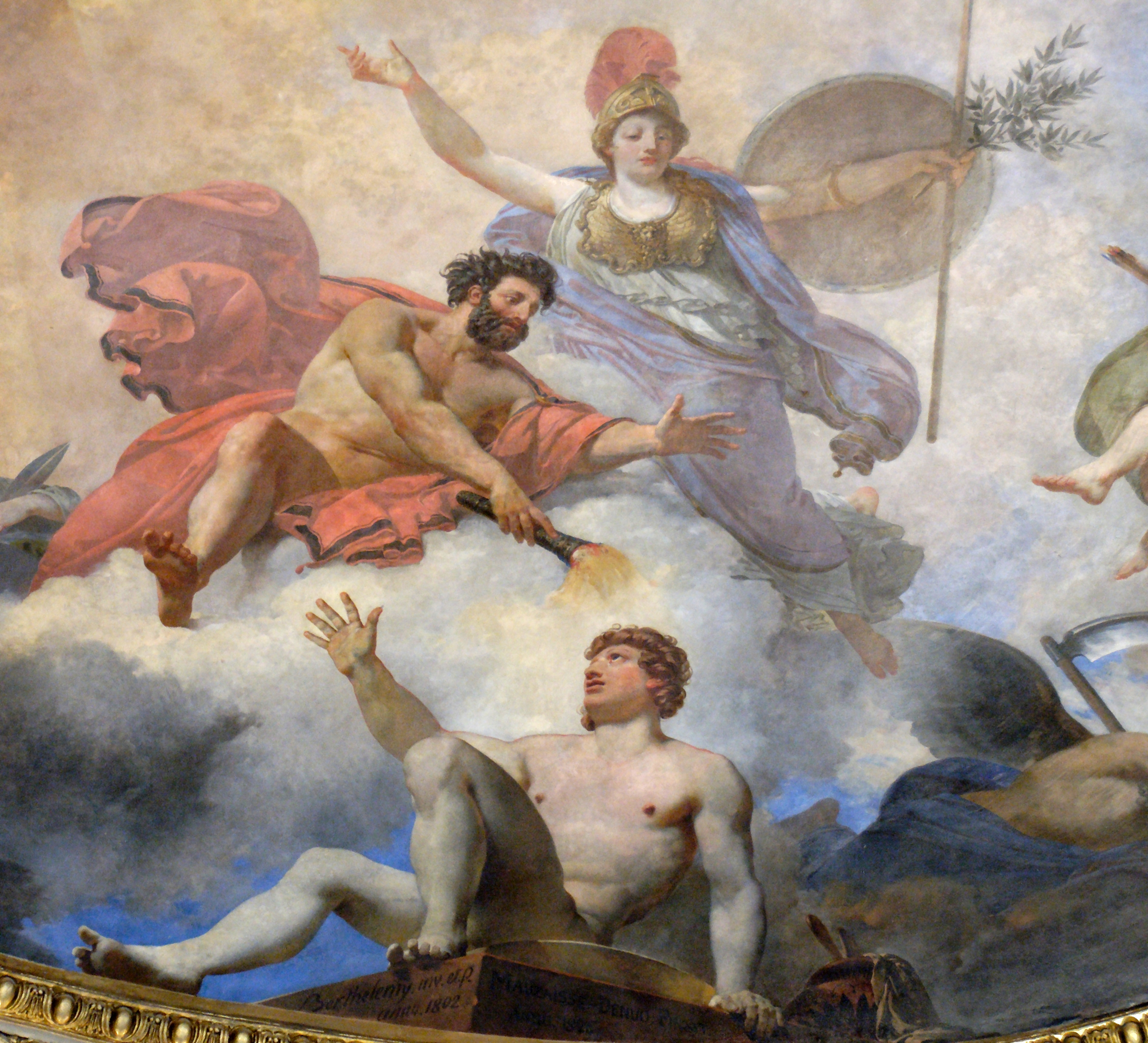
Prometheus tạo ra loài người. Bảo tàng Louvre

#### Thần thoại mạt thế và lịch thời gian

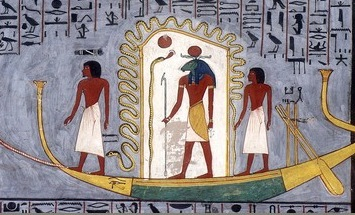
Con thuyền mặt trời của thần Ra

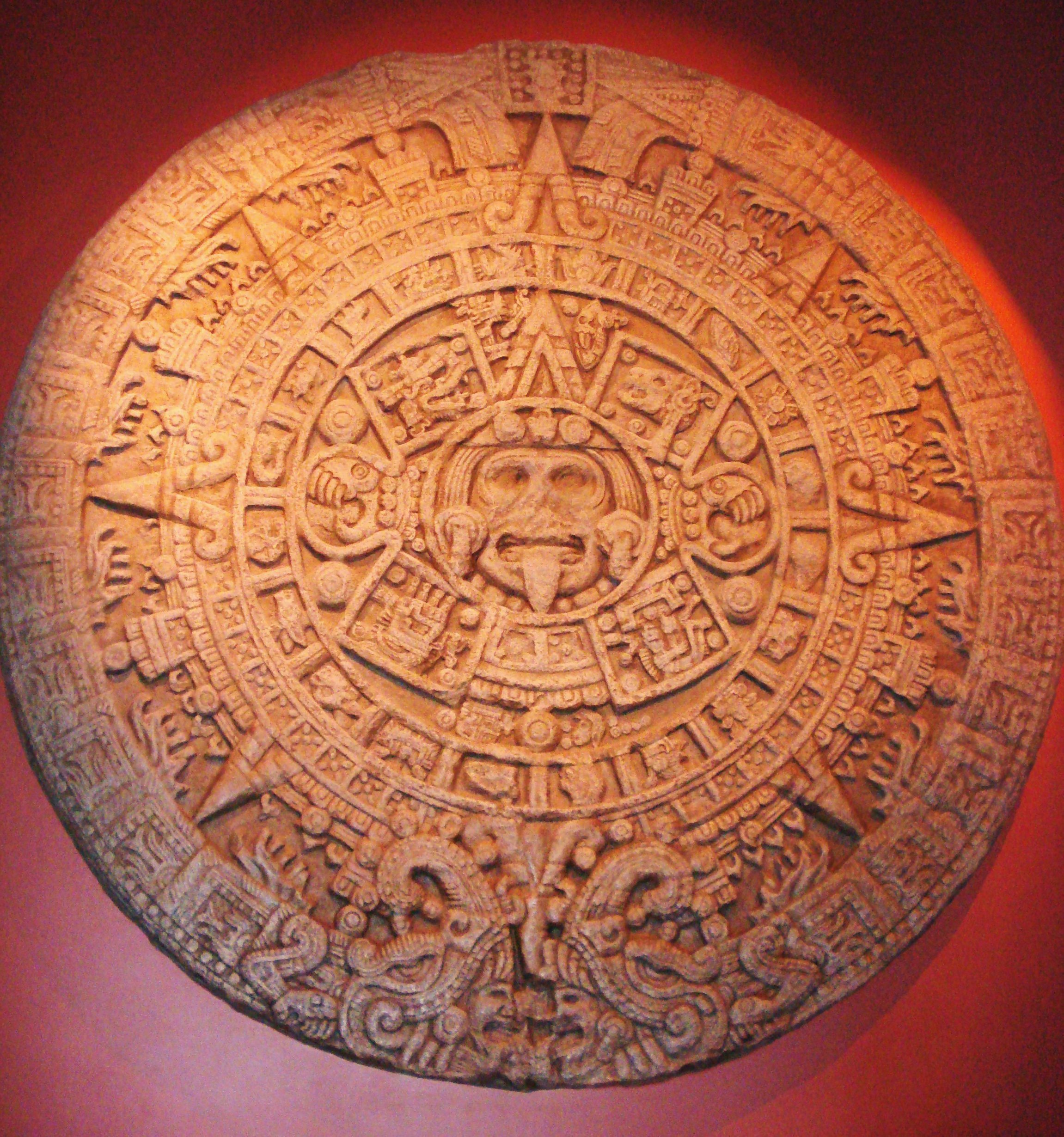
Đá mặt trời Aztec

#### Thần thoại anh hùng

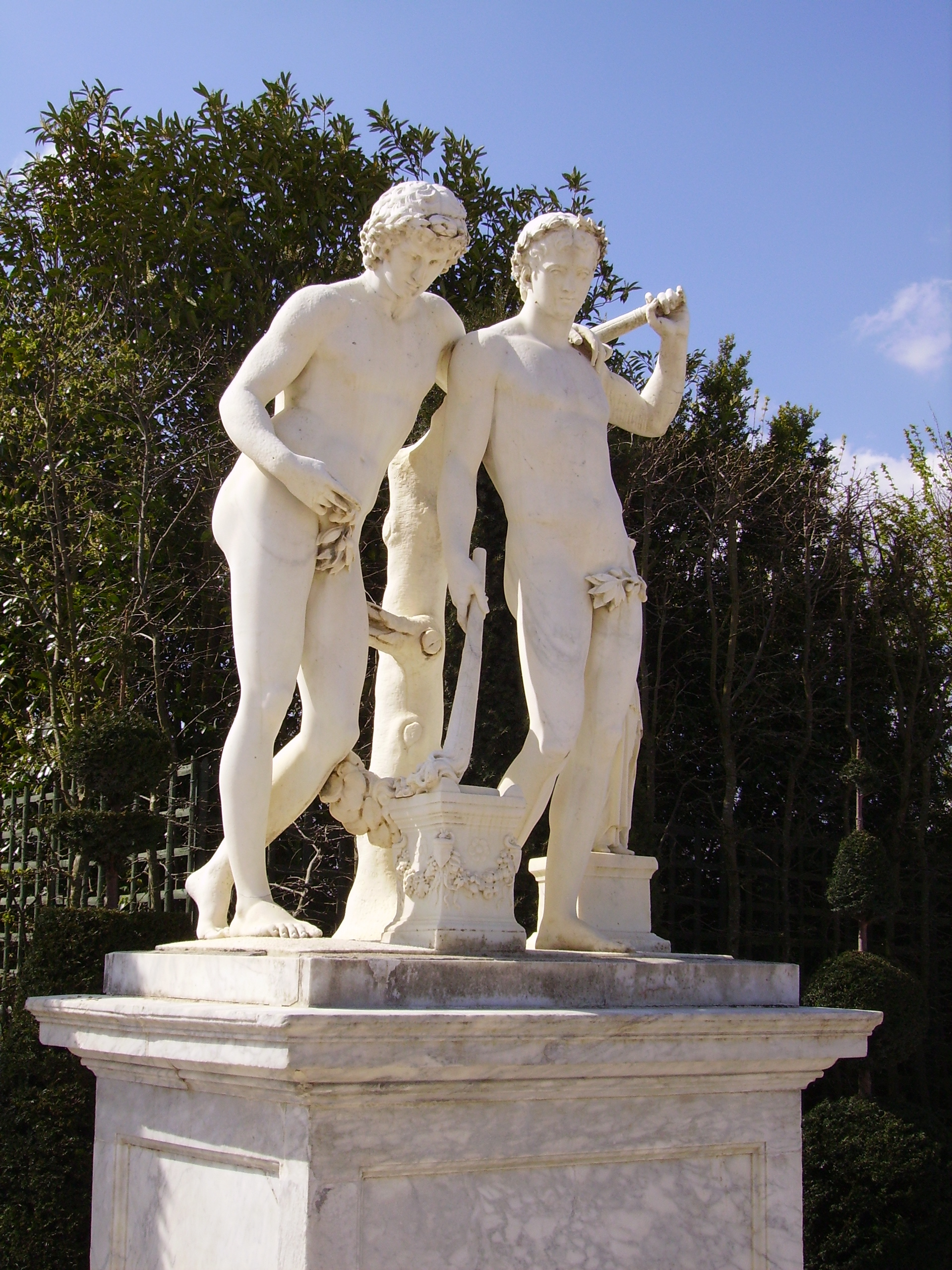
Tượng Castor và Pollux tại Versailles

#### Thần thoại thờ cúng

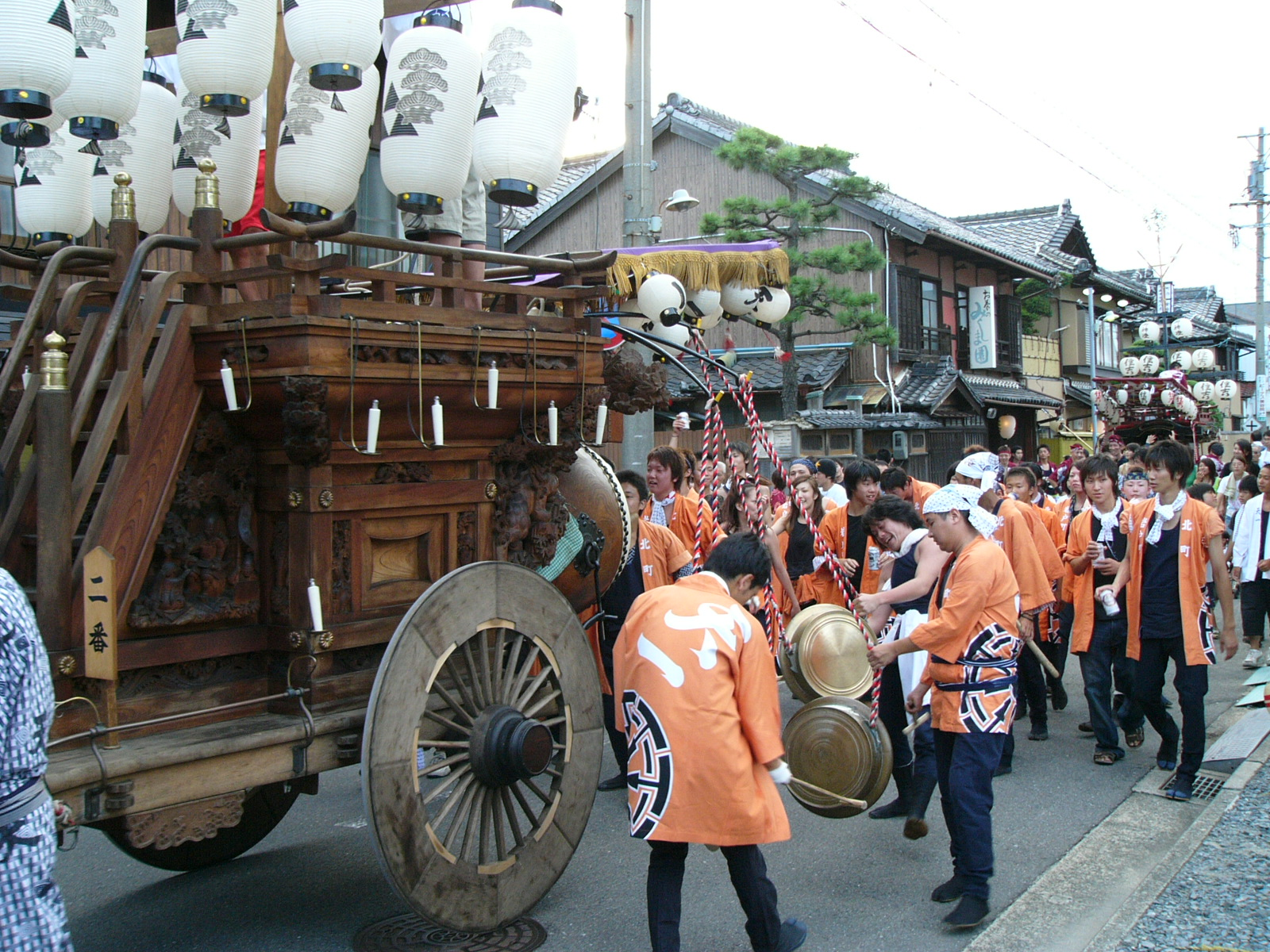
Nghi lễ rước trong Thần đạo

#### Thần thoại và tôn giáo

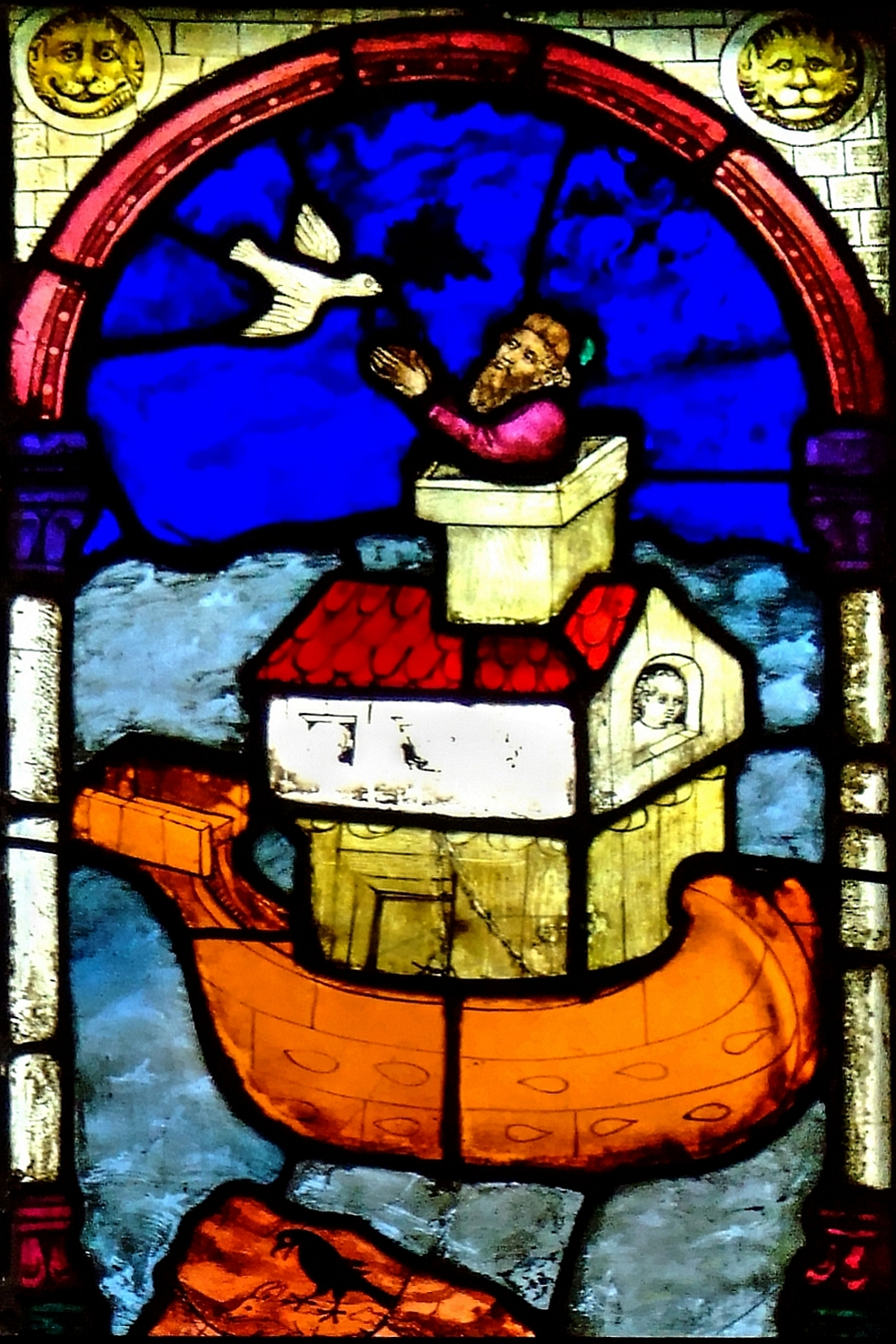
Tranh kính màu Con tàu Noah trong Kinh Thánh là huyền thoại kinh điển trong ba Tôn giáo Abraham

### Phân chia theo khu vực địa lý

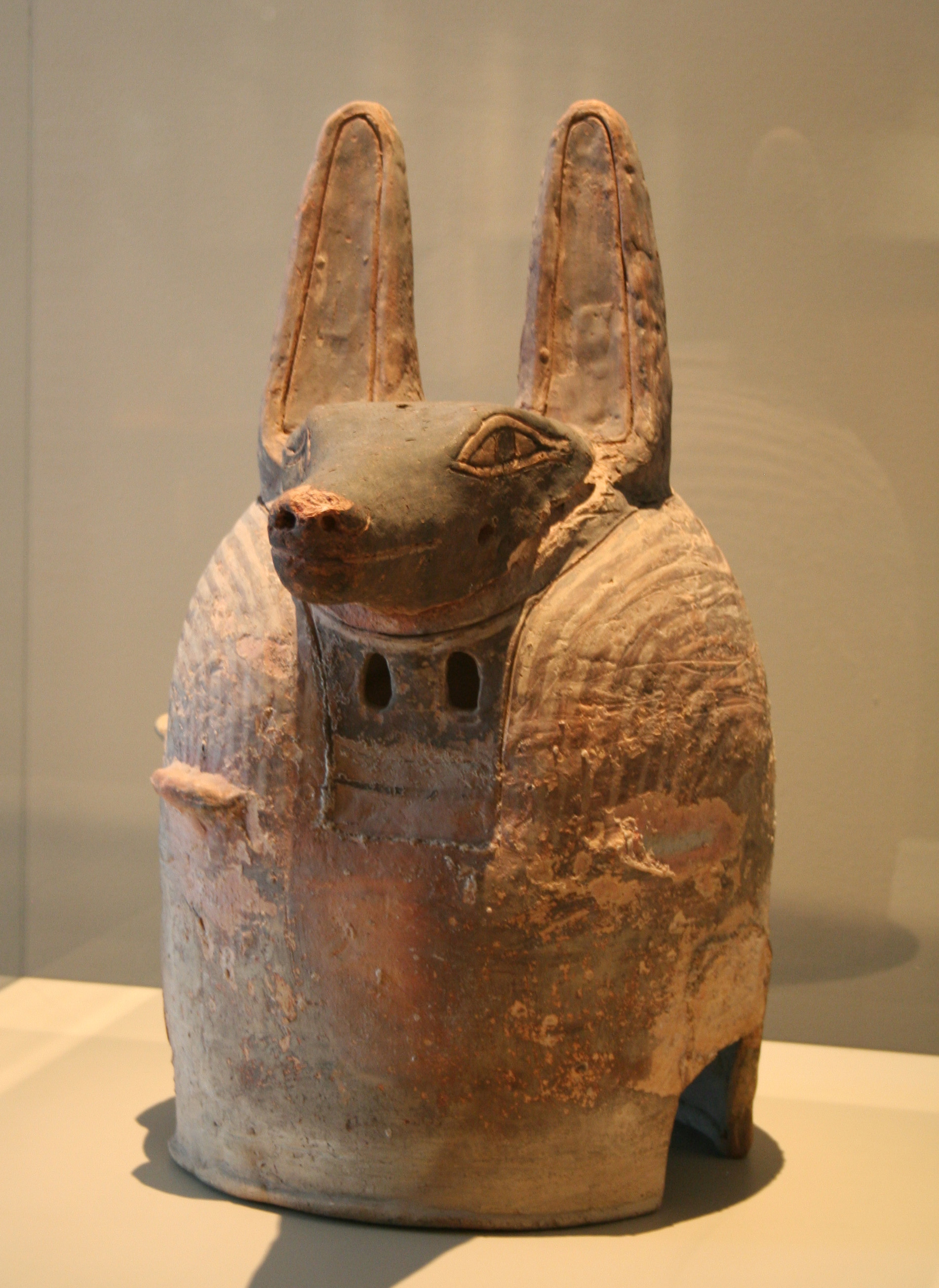
Mặt nạ Anubis thời Cổ Vương Quốc. Bảo tàng Römer-Pelizaeus, Hildesheim

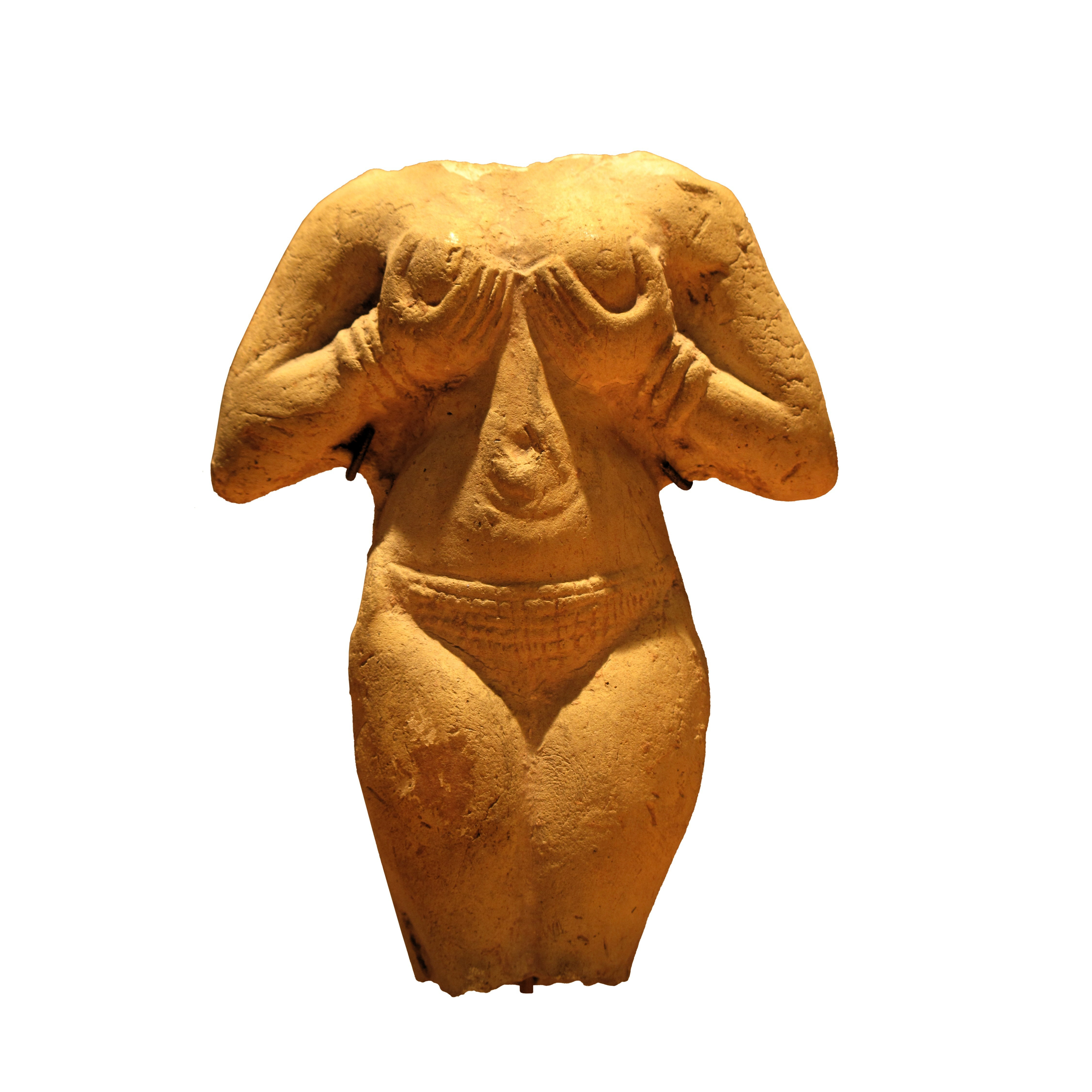
Tượng Inanna tại Bảo tàng Khảo cổ học Cận Đông ở Marseille

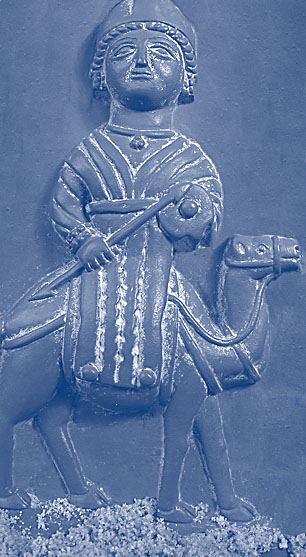
Phù điêu Nữ thần Allat từ Ta'if, Ả Rập Xê Út, năm 100

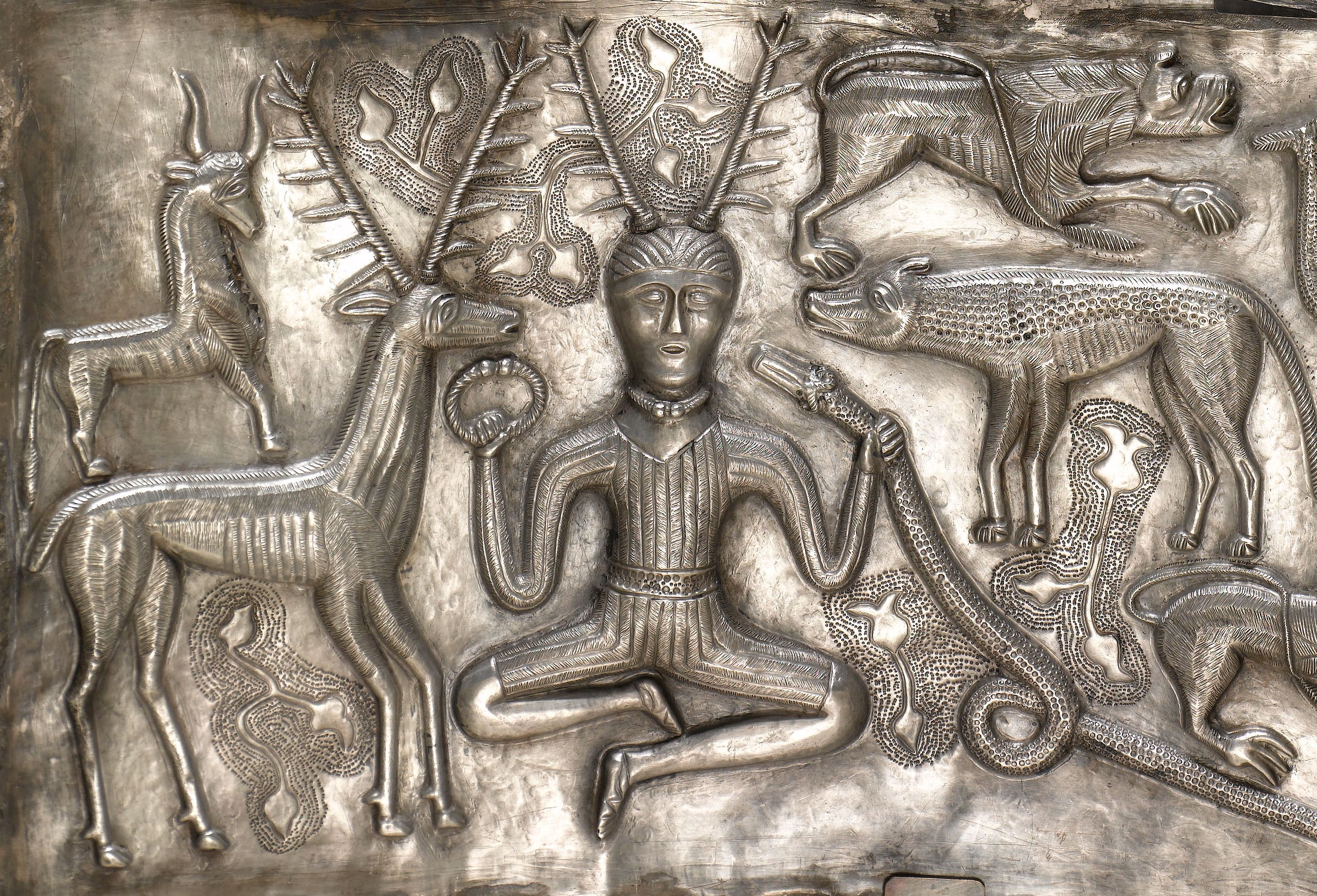
Nhân vật có sừng trên Vạc Gundestrup

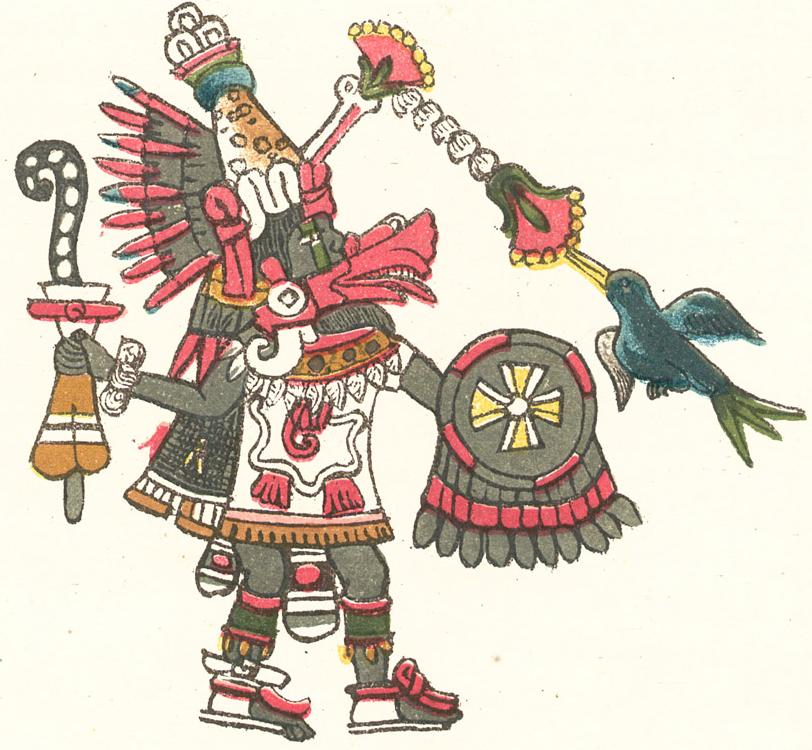
Hình ảnh Quetzalcoatl trong Codex Magliabechiano, thế kỷ 16

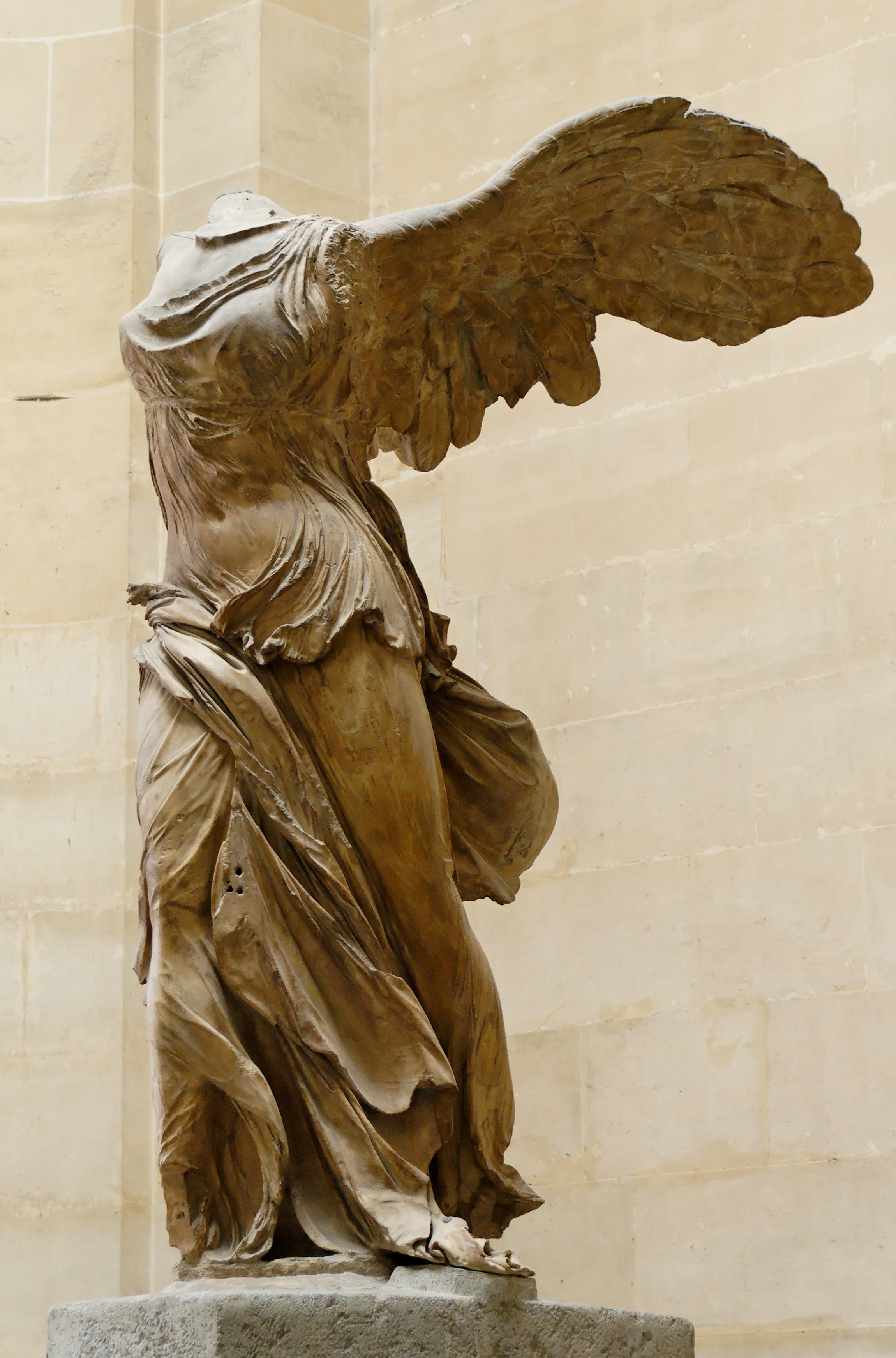
Tượng thần chiến thắng Samothrace, năm 190 TCN, Bảo tàng Louvre, Paris

### Khoa học nguyên thủy

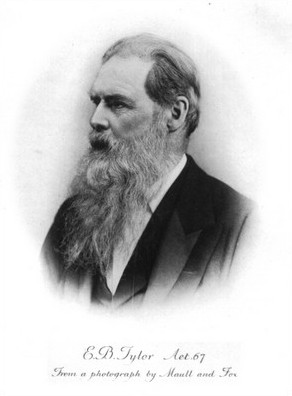
Edward Burnett Tylor

## Mô tả thần thoại